# 韋爾姆斯巴赫河
50°37′18″N 6°28′49″E / 50.621589°N 6.480336°E

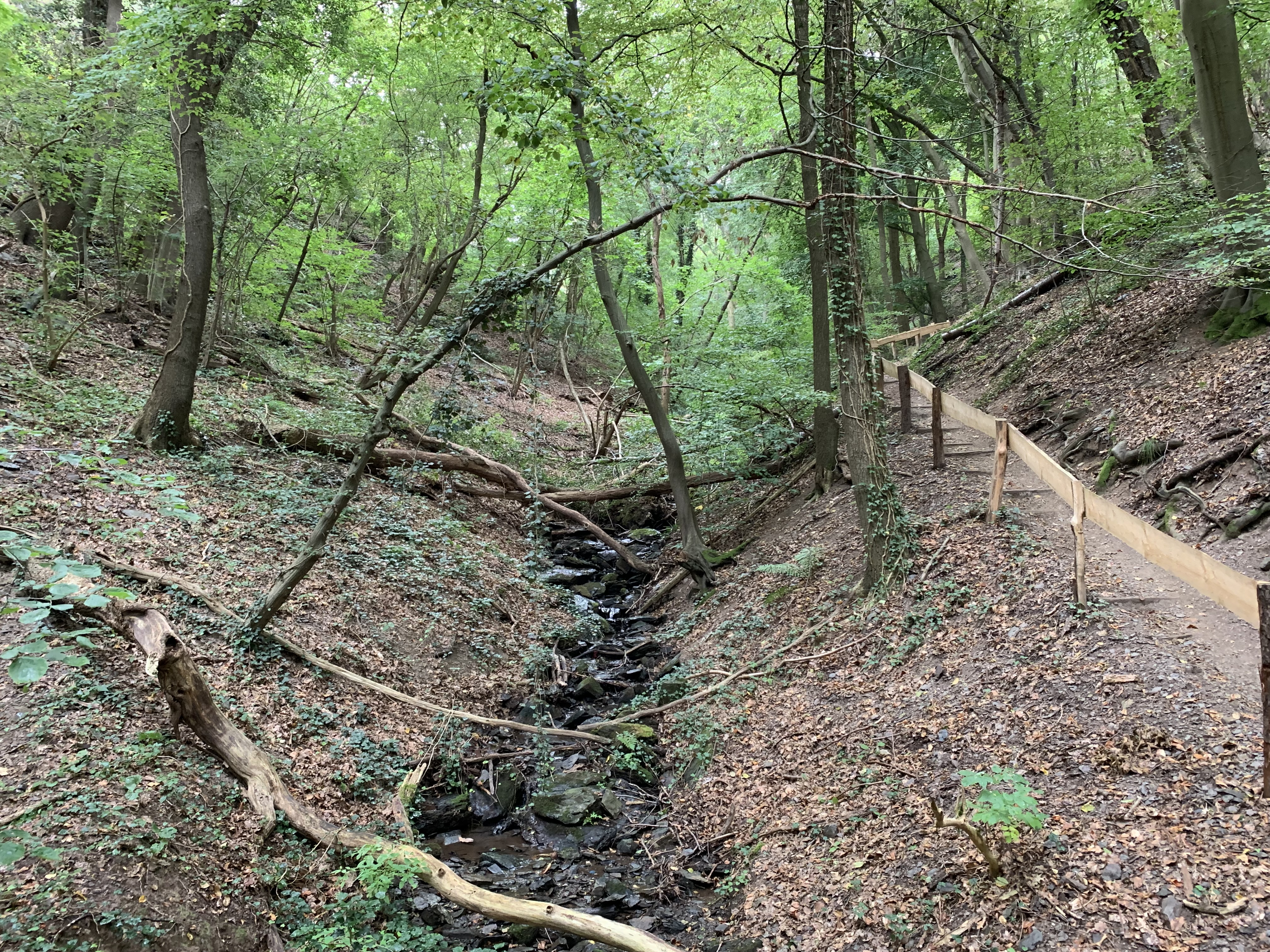

韋爾姆斯巴赫河（德語：Welmsbach），是德國的河流，位於該國西部，處於北萊茵-威斯特法倫州，屬於魯爾河的右支流，流經迪倫縣，河道全長1.1公里。